# Mohamed Kamara
Mohamed Kamara   (Bo, 16 de novembre de 1987), conegut com a Medo, és un exfutbolista de Sierra Leone de la dècada de 2010. També té la nacionalitat finlandesa.
Fou internacional amb la selecció de futbol de Sierra Leone.
Pel que fa a clubs, destacà a Partizan i Bolton Wanderers.

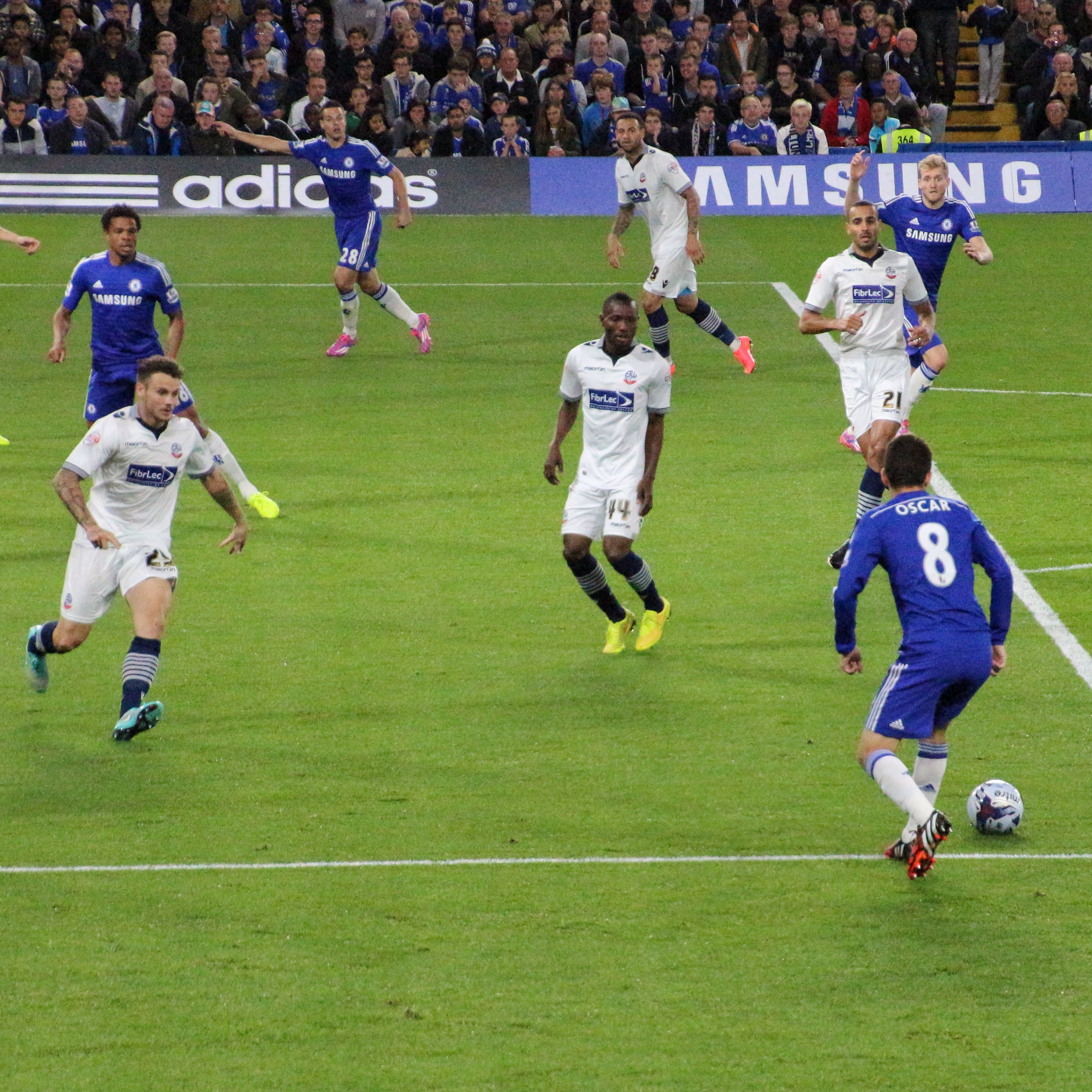
Kamara (centre) jugant a Bolton Wanderers.